# Altensache
Altensache (em turco: Altınsaç) ou Ganzaque (em armênio: Գանձակ; romaniz.: Ganjak) é uma almofala (bairro) no distrito e município de Guevaxe, na província e área metropolitana de Vã, na Turquia.

## História
Altensache originalmente se chamou Ganzaque. Tinha um pequeno mosteiro em honra ao católico Isaque I, o Parta (séculos IV-V) e outro dedicado a São Tomás (Surb Tovma). Nos anos 1850, tinha 28 casas com 188 residentes armênios, e em 1909 havia 30 casas. Foi atacada pelos turcos nos massacres hamidianos de 1895. Seus habitantes estiveram envolvidos na Resistência de Vã de 1915. Foi destruída pelo Império Otomano durante o genocídio armênio daquele ano.